# 원주팔경
원주팔경은 강원도 원주시에서 2007년 9월 후보 대상지 18곳 중 원주시민과 지역 전문가들의 자문을 통하여 선정한, 원주시의 관광자원을 대표하는 여덟 곳의 문화재 및 경치를 말한다.
- 원주1경 - 천년고찰 구룡사
- 원주2경 - 500년 강원도행정의 중심지인 강원감영
- 원주3경 - 보은의 전설을 간직한 치악산 상원사
- 원주4경 - 치악산 비로봉
- 원주5경 - 기암절벽과 맑은 물의 지정면 간현 유원지
- 원주6경 - 호국영령의 성지 영원산성
- 원주7경 - 천주교의 성지 신림면 용암2리 원주 용소막성당
- 원주8경 - 귀래면 미륵산 미륵불상